# Henrik Ibsen
Henrik Ibsen (norv. ; Skien, 20. mart 1828 — Oslo, 23. maj 1906) je bio norveški dramski pisac. Kao jedan od osnivača modernizma u pozorištu, Ibsen se često naziva „ocem modernizma“ i jednim od najuticajnijih dramskih pisaca svog vremena. Njegova glavna dela su: Brand, Pir Gint, Neprijatelj naroda, Car i Galilejac, Kuća lutaka, Heda Gabler, Aveti, Divlja patka, Kad se mi mrtvi probudimo, Rosmersholm, i Majstor graditelj. Ibzen je najčešće izvođeni dramaturg na svetu posle Šekspira, a Kuća lutaka je bila najizvođenija svetska predstava 2006.

## Biografija
Henrik potiče iz trgovačke porodice u Skienu u Norveškoj. Sa 15 godina 1843. godine prešao je u susedni Grimstad, da bi izučio za apotekara. Tu je ostao do 1850. godine i već tada uveliko piše, osim poezije i prvu dramu "Katilina". Dramski prvenac veliča revolucionarni duh a objavio ga je pod pseudonimom. Iz Grimstada odlazi 1850. godine u Kristijaniju da bi studirao medicinu. Ali već 1851. godine na zauzimanje poznatog violiniste Ole Bula dobija najpre rediteljsko pa upravničko mesto u novootvorenom Narodnom pozorištu u Bergenu. Bio je u delikatnoj obavezi da svake godine napiše jedan pozorišni komad, koji će se 2. januara na toj pozornici izvoditi. Ibzen je proveo u upravničkoj stolici šest godina, a samo je 1854. godine imao uspeh sa dramom. Napustio je Bergen 1857. godine i prešao u Kristijaniju (Oslo), gde je postao upravnik Norveškog pozorišta. Međutim i tu se nije zadržao jer je pozorište bankrotiralo 1862. godine. Napisao je 1858. godine u Kristijaniji pozorišno delo "Pohod na sever", koje se izvodilo i u vojvođanskim pozorištima.
Sa državnom stipendijom krenuo je u tuđinu 1864. godine. Sa prekidima se bavio u Rimu, Drezdenu i Minhenu (po drugi put 1886-1892). Napustio je Norvešku 1864. godine i nakon 27 godina provedenih u Italiji i Nemačkoj, vratio se u zemlju 1892. godine stekavši veliki ugled. U svojim dramama je analizirao moralne nedostatke modernog društva. Svoje poslednje četiri drame napisao je u Norveškoj, a 1900. godine živeći u Kristijaniji je doživeo prvi od serije moždanih udara i tada se povlači iz javnog života.

## Stvaralaštvo
U prvom stvaralačkom periodu preovlađuje nacionalni romantizam, koga se on postepeno oslobađa. Glavna dela ovog perioda su: Pretendenti na presto, delo prožeto sumnjom u pesnički poziv, sumnjom koja će, uz sukob želja i mogućnosti, ostati osnovni motiv njegovog celokupnog stvaralaštva. Taj period završava dramom Brand, u kojoj autor izlaže etički kredo ”sve ili ništa”, radikalan ali apstraktan zahtev koji se nije odnosio ni na kakvu konkretnu društvenu akciju, i dramom Per Gint, najsloženijim delom norveške književnosti, ujedno i poslednjom dramom koju je napisao u stihu.
Dramom Savez mladih, sa tematikom iz savremenog života, Ibsen najavljuje svoju kritičko-realističku fazu koju čine Stubovi društva (kritika bezočnosti građanskog društva), Lutkina kuća (kritika položaja žene u društvu), Aveti (problem krivice i praštanja) i Narodni neprijatelj (gušenje istine koja smeta građanskom sloju). Te četiri drame je napisao pod uticajem stava danskog kritičara Georga Brandesa i njegovog poziva na stvaranje društveno angažovane književnosti, i njima je izazvao veliku pažnju. Njih povezuje oštra kritika dvostrukog morala. Zbog njegove oštre osude licemerja i nekih ključnih vrednosti građanskog društva, kao što su brak i volja većine, nordijska pozorišta su odbijala da igraju više njegovih komada. Za prvo izvođenje Lutkine kuće u Nemačkoj, morao je da napiše nov završetak u kome se Nora sa pokajanjem vraća mužu i deci, dok su Aveti prvo izvedene 1882. godine u Čikagu, a tek 1890. godine u Bergenu u Norveškoj.
Sredinom osamdesetih godina devetnaestog veka njegove drame se više usredsređuju na pojedinca i njegovu sudbinu sa bitnim elementima simbolizma. Te poslednje drame, ukupno osam, često se nazivaju psihološkim. U njima sukob sna i stvarnosti postaje nerazrešiv. U Divljoj patki izlaz je u bekstvu u svet mašte, u Rosmersholmu izlaz je samoubistvo. Sličan krug motiva povezuje njegove sledeće drame: Gospođa s mora, Heda Gabler, Graditelj Sulnes, Mali Ejolf, Jun Gabriel Borkman i Kad se mrtvi probudimo. U poslednjim dramama se vraća temi smisla umetničkog poziva uvek iznova preispitujući da li je vredno žrtvovati stvarni život zarad umetnosti.
Njegov dramski opus značio je izuzetno mnogo za razvoj evropske i svetske realističke drame sa temama iz građanskog života, a taj se uticaj oseća i danas. O popularnosti i značaju Ibsenovog dela govori podatak da su se njegove drame 1877. godine igrale u pet pozorišta u Berlinu u jednoj jedinoj nedelji.
On je u svojim delima stavljao lik potlačene žene u društvu koje im ne daje nikakva prava. Samim tim, Ibzen brani žene i žestoko se bori za njih. Optuživao je moderno društvo koje je lažno i koje je zaronilo u tradicionalne norme. „Supruga u komadu završava tako što nema pojma šta je ispravno, a šta pogrešno… Žena ne može da bude ono što jeste u modernom društvu, uz zakone koji su doneli muškarci i uz tužioce i sudije koji procenjuju žensko ponašanje sa muškog stanovišta“.

## Dela
- Katilina, (1850)
- Gospođa Inger iz Estrota (Fru Inger til Østeraad, 1855)
- Praznik u Solhaugu, (1856)
- Ratnici na Helgolandu (Hærmændene paa Helgeland, 1858)
- Komedija ljubavi (Kjærlighedens Komedie, 1862)
- Borba za tron/Pretendenti na presto (Kongs-Emnerne, 1863)
- Brand (1866)
- Per Gint (Peer Gynt, 1867)
- Savez mladih (De unges Forbund, 1869)
- Cezar i Galilejci (Kejser og Galilæer, 1873)
- Stubovi društva (Samfundets Støtter, 1877)
- Lutkina kuća ili Nora (Et Dukkehjem, 1879)
- Aveti (Gengangere, 1881)
- Narodni neprijatelj (En Folkefiende, 1882)
- Divlja patka (Vildanden, 1884)
- Romersholm (1886)
- Gospođa s mora (Fruen fra Havet, 1888)
- Heda Gabler (Hedda Gabler, 1890)
- Graditelj Sulnes (Bygmester Solness, 1892)
- Mali Ejolf, (1894)
- Jon Gabriel Borkman (1896)
- Kad se mi mrtvi probudimo (Naar vi døde vågner, 1899)

### Drugi radovi
- 1851 Norma or a Politician's Love (Norma eller en Politikers Kjaerlighed), politička parodija na osam stranica[а]
- 1871 Digte – jedina objavljena zbirka poezije, uključujući Terje Vigen (napisana 1862, ali objavljena u Digte od 1871.)

### Engleski prevodi
Glavni prevodilački projekti uključuju:
- The Collected Works of Henrik Ibsen, u dvanaest tomova, priredio Vilijam Arčer (Hajneman, 1906-1912). 21 drame.
- The Oxford Ibsen, priredio Džejms Makfarlejn (Oksford, 1960-1977). Najsveobuhvatnija dostupna verzija.[13]
- Majkl Majerovi prevodi (1960-1986). Četrnaest drama.
- Ibsen: The Complete Major Prose Plays, prevod Folfa G. Fjelda (Plume, 1978). Dvanaest drama.
- Eight Plays, prevod Eve Le Galien (Moderna Biblioteka, 1982).
- Ibsen's Selected Plays: A Norton Critical Edition, uredio Brajan Džonson, sa prevodom Brajana Džonsona i Rika Dejvisa (W. W. Norton, 2004). Pet drama.[14]
- Ibsen – 3 Plays (Kenet Makliš & Stefan Malrin, prevodioci (Nick Hern Books, 2005)
- The New Penguin Ibsen, u četiri toma, urednik Tor Rem, sa prevodima En-Mari Stanton-Ife, Barbare Haveland, Debore Dokin, Erika Skugevika i Džefrija Hila (Penguin, 2014-2019). Četrnaest drama.

## Napomene
1. ↑  Though sometimes identified as a play, Norma was never intended for performance. This "juvenile polemical work" was an attack on the Norwegian parliament or Storting, identifying several legislators by name as "fortune hunters". It first appeared anonymously in the satirical magazine Andhrimner.[9] Using play-like dialog and the names of characters from Bellini's opera Norma, Ibsen's hero chooses the "passive" female who represents the government over the heroic title character representing the opposition.[10][11]

## Literatura
- Boyesen, Hjalmar Hjorth (1894). A Commentary on the Works of Henrik Ibsen. New York: Macmillan.
- Ferguson, Robert.
- Goldman, Michael (1998). Ibsen: The Dramaturgy of Fear. Columbia University Press.
- Haugan, Jørgen, Henrik Ibsens Metode:Den Indre Utvikling Gjennem Ibsens Dramatikk (Norwegian: Gyldendal Norsk Forlag. 1977)
- Johnston, Brian (1992). The Ibsen Cycle. Pennsylvania State University Press.
- Johnston, Brian, To the Third Empire: Ibsen's Early Plays, University of Minnesota Press (1980)
- Johnston, Brian, Text and Supertext in Ibsen's Drama, Pennsylvania State Press (1988)
- Koht, Halvdan. The Life of Ibsen translated by Ruth Lima McMahon and Hanna Astrup Larsen. W. W. Norton & Company, Inc., New York, 1931
- Krys, Svitlana, A Comparative Feminist Reading of Lesia Ukrainka’s and Henrik Ibsen’s Dramas., стр. 389—409 Спољашња веза у |title= (помоћ) Canadian Review of Comparative Literature 34.4 (Dec. 2007 [Sept 2008]):
- Lucas, F. L. The Drama of Ibsen and Strindberg, Cassell, London, 1962. (A useful introduction, giving the biographical background to each play and detailed play-by-play summaries and discussion for the theatre-goer, including the less well-known plays)
- Meyer, Michael. Ibsen. History Press Ltd., Stroud, reprinted 2004
- Moi, Toril (2006). Henrik Ibsen and the Birth of Modernism: Art, Theater, Philosophy. Oxford and New York: Oxford UP. ISBN 978-0-19-920259-1.
- Shaw, George Bernard. The Quintessence of Ibsenism (1891). The classic introduction, setting the playwright in his time and place.
- Sprinchorn, Evert (2021). Ibsen's Kingdom: The Man and His Works. Yale University Press. ISBN 9780300228663.

## Spoljašnje veze
- Sve o Ibsenu
- Henrik Ibsen на сајту Пројекат Гутенберг (језик: енглески)
- Henrik Ibsen на сајту Internet Archive (језик: енглески)
- Henrik Ibsen на сајту LibriVox (језик: енглески)
- Henrik Ibsen на пројекту Гутенберг (the biography by Edmund Gosse)